# Antoniadi (månekrater)
Antoniadi er et stort nedslagskrater på Månen. Det befinder sig på den sydlige halvkugle på Månens bagside og er opkaldt efter den græske astronom Eugène M. Antoniadi (1870-1944).
Navnet blev officielt tildelt af den Internationale Astronomiske Union (IAU) i 1970. 

## Omgivelser
Krateret trænger ind i den sydøstlige rand af Minnaertkrateret, der er et lidt mindre krater, som er meget mere eroderet. Liggende op til den østlige rand af Antoniadi findes Numerovkrateret, som er et andet stort og gammelt krater meget lig Minnaert. Ret syd for Antoniadi findes det lille Brashearkrater. 

## Karakteristika
Antoniadis ydre rand er i almindelighed cirkulær med en irregulær kant, som har mange fordybninger over hele omkredsen. Vægen er kun let eroderet og har bibeholdt en klar kant og terrasser ned ad de indre vægge. Kun et enkelt småkrater, som er værd at bemærke, ligger over den indre væg nær det sydøstlige hjørne af randen.
Antoniadi er et af de få kratere på Månen, som har både en ekstra indre ring og en central top. Den indre rings diameter er omkring det halve af den ydre vægs, og der står kun forrevne bjergrester tilbage af ringen mod nord og syd. Den vestlige del af den indre ring er næsten væk, og der er kun få mindre bakker tilbage mod øst.
Kraterbunden indenfor den indre væg er usædvanlig flad og jævn, og den centrale top er det eneste bemærkelsesværdig træk. Derimod er bunden udenfor den indre ring meget mere ru. Det mest fremtrædende krater i den indre kraterbund ligger over den østlige kant af den indre rings sydlige del.

## Måneatlas
- Billeder af Ansgariuskrateret i LPI-måneatlasset